# Forcipomyia semihamata
Forcipomyia semihamata är en tvåvingeart som beskrevs av Debenham 1987. Forcipomyia semihamata ingår i släktet Forcipomyia och familjen svidknott. Inga underarter finns listade i Catalogue of Life.